# Kanon (manga)
Kanon (花音?) è un manga scritto e disegnato da Chiho Saitō che è stato serializzato tra il 1995 e il 1997, e i cui capitoli sono stati raccolti in sei volumi tankōbon.

## Trama
Tendo, compositore in erba, fugge in Mongolia, dopo esser stato sminuito dal famoso compositore Gen. In seguito incontra una ragazza giapponese di nome Kanon, la quale possiede un particolare talento nel suonare il violino. Dopo la morte prematura della madre, Kanon si trasferisce in Giappone assieme a Tendo alla ricerca del padre.
Il ragazzo nel frattempo cerca di far emergere sempre più il talento di Kanon, ma con poco successo; successivamente la zia materna consegna alla ragazza tre foto di uomini, possibili padri. Uno di loro muore di attacco cardiaco, un altro risulta essere omosessuale, l'ultimo infine è di nazionalità statunitense ed è gravemente malato da lungo tempo.
Kanon va negli Stati Uniti, solo per trovare il padre sul letto di morte; dopo il funerale torna in Giappone per scoprire però che nessuno dei tre candidati poteva in realtà essere il vero padre. Gen nel frattempo vuole Kanon come una delle sue musiciste d'orchestra. Dopo aver iniziato a frequentare una scuola di musica dove Gen è il manager, Kanon finisce con l'innamorarsene, ma alla fine scope che proprio lui è il suo vero padre.